# Marzyca ruda
Marzyca ruda (Schoenus ferrugineus L.) – gatunek rośliny z rodziny ciborowatych (Cyperaceae). Występuje w Europie. W Polsce gatunek rzadki; największe skupienie stanowisk znajduje się na Wyżynie Lubelskiej.

## Morfologia

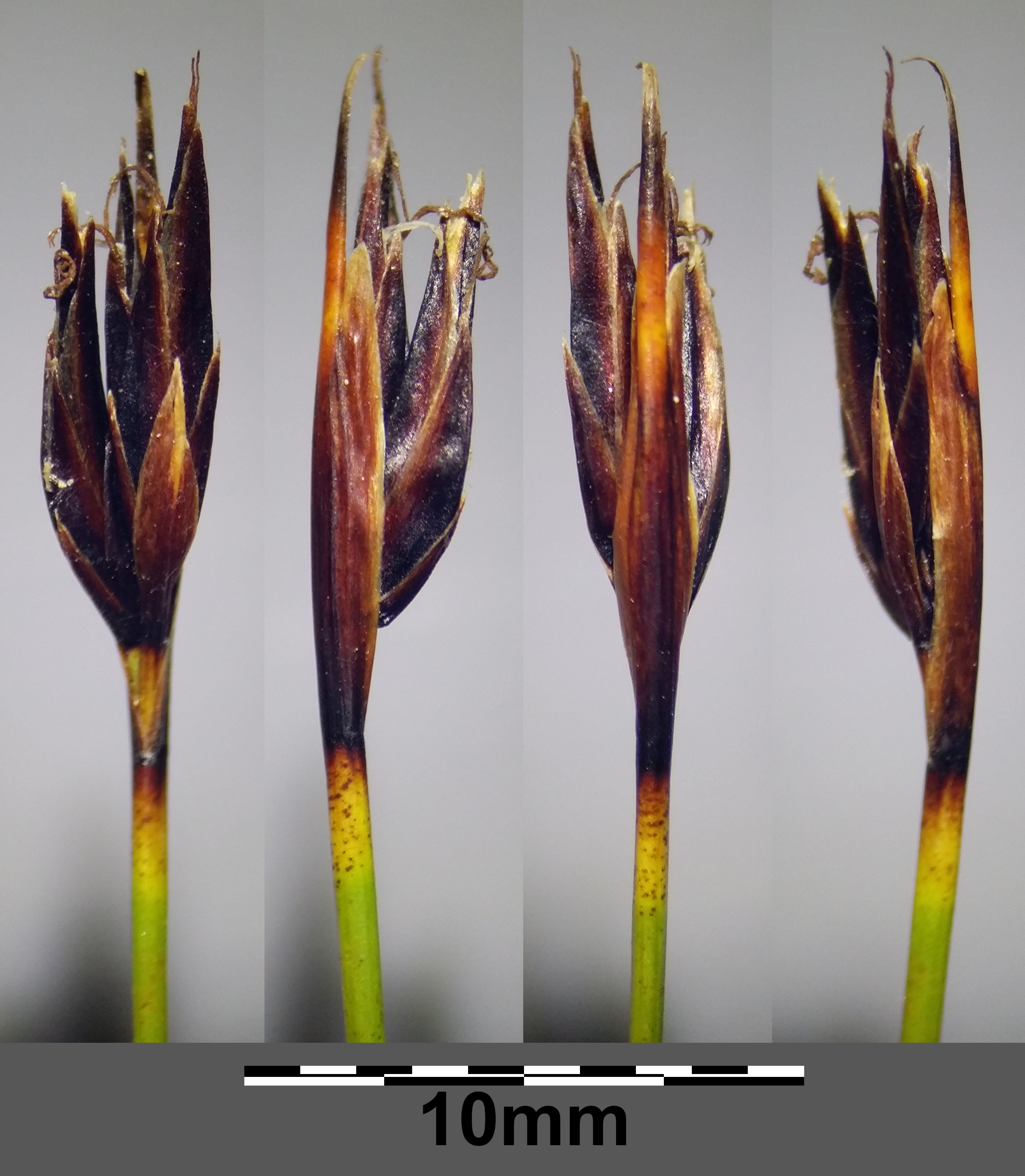
Kwiatostany

ŁodygiSztywne, dłuższe od liści, do 30 cm wysokości.
LiściePochwy liściowe czerwonokasztanowe, lśniące. Blaszki szczecinowate.
KwiatyZebrane w 2-3, 2-3-kwiatowe, spłaszczone kłosy, te z kolei zebrane w główkę. Podsadka dolnego kłosa ciemnobrunatna z białym rąbkiem. Przysadki ustawione w dwa szeregi, gładkie na grzbiecie. Okwiat złożony z 6 szczecinek, dłuższych od owocu.

## Biologia i ekologia
Bylina, hemikryptofit. Rośnie na torfowiskach niskich. Kwitnie w maju i czerwcu. Tworzy swoje własne zbiorowisko, dla którego jest gatunkiem wyróżniającym.

## Zagrożenia i ochrona
Roślina objęta w Polsce ścisłą ochroną gatunkową.
Roślina umieszczona na Czerwonej listy roślin i grzybów Polski (2006) w grupie gatunków wymierających (kategoria zagrożenia E). W wydaniu z 2016 roku otrzymała kategorię EN (zagrożony).